# 두눈박이쌍살벌
두눈박이쌍살벌(학명 : Polistes chinensis)은 동아시아 일대에 분포하는 쌍살벌의 일종이다. 도시와 촌락 지역에 두루 서식하며, 뉴질랜드에서는 1979년에 도래한 외래종으로 지정되었다. 여러 절지동물, 특히 애벌레를 주로 사냥한다.

## 아종
- P. chinensis chinensis (Fabricius, 1793)
- P. chinensis antennalis (Pérez, 1905)[4]

## 생김새
몸길이는 13-25mm 정도로 쌍살벌 중에서는 작은 편에 속하며, 날렵하고 늘씬한 체형을 가졌다. 체색은 적갈색 또는 검은색이고, 가슴과 배에 걸친 노란 고리가 있으며, 날개는 투명한 회갈색을 띤다. 다리가 길어 비행할 때는 다리를 늘어뜨리고 나는데, 이 모습에서 두 화살을 들고 나는 것 같다 하여 "쌍살벌"이라는 말이 유래되었다. 수정낭 구조는 생식 능력의 여부와 관계없이 생긴 모습이 같으며, 수정샘은 수정낭의 가운데와 연결되어 있다.

## 생태
온대 지역에서는 3월 하순~4월 중순부터 둥지를 틀기 시작하며 둥지는 썩은 나무 등에서 획득한 섬유질과 단백질 성분의 분비물을 혼합하여 짓고 비가 많이 오면 단백질 성분의 분비물을 집에 발라 붕괴를 막는다.
성충은 꽃꿀 등을 먹기도 하지만 먹이의 상당부분을 유충이 분비하는 '말벌 주스'로 충당하는데, 두눈박이쌍살벌 애벌레의 말벌 주스는 꽃꿀과 성분이 유사하지만 각종 아미노산이 50배가량 더 많이 들어 있다.
성충 벌은 보통 나비의 애벌레 등을 사냥해 단백질 먹이를 획득하나 단독 영소기의 여왕벌은 동종 타 개체의 둥지에 침입해 애벌레를 훔쳐 자신의 애벌레에게 먹이로 주기도 하며 먹이 사냥이 어려워지면 자신의 애벌레를 죽여 다른 애벌레에게 먹이기도 한다. 사냥한 단백질 먹이는 잘게 씹어 고기 경단으로 만든 뒤 대부분 애벌레에게 제공하지만 평균적으로 약 14퍼센트 정도는 여왕 자신이 섭취하여 집을 보수하는 데 필요한 분비물의 재료로 사용한다. 여왕벌은 둥지 근처에 다른 여왕벌이 날아다니면 적극적으로 공격하며, 애벌레를 도둑맞으면 도둑맞기 전보다 더 적극적인 방어를 한다. 폐쇄된 곳에 영소한 개체는 개방된 곳에 영소한 개체에 비해 더 많은 시간을 먹이 사냥에 투자하는데, 그 결과 더 많은 단백질(약 22퍼센트)를 집의 유지, 보수에 투자한다.
여왕이 둥지에 있어도 일벌의 난소가 발달하는 경우가 있으며 수벌 생산의 약 40퍼센트는 일벌이 한다. 그러나 일벌이 낳은 알은 여왕이나 다른 일벌에게 먹혀 죽는 비율이 높다.
동남아시아에 서식하는 개체군은 푸른베짜기개미와 충돌하기도 하는데, 보통 서로 싸우지 않지만 만약 싸움이 일어나면 한쪽이 다른 한쪽의 둥지를 파괴한다.

## 분포와 서식
두눈박이쌍살벌은 민가나 빌딩 사이에 쉬이 보금자리인 벌집을 만들고 그 안에서 집단을 형성하여 사회 생활을 한다. 도시에서는 빽빽한 삼림이 없어 빌딩에 벌집을 틀지만 나무와 관목에서도 벌집을 지을 수 있다. 대부분 튼튼한 나뭇가지가 받쳐주는 곳 위에 집을 짓지만 잎 사이에 살짝 걸쳐서 짓기도 하며, 어떨 때는 눈에도 띄지 않는 빽빽한 덤불 사이에 만들기도 한다. 저고도의 따뜻한 기후, 숲이나 늪, 소택지, 평원처럼 개활된 서식지가 확보되는 공간이라면 어디에서든 서식할 수 있다.
원래는 동아시아 고유종으로 한국뿐 아니라 중국·일본·몽골 등지에서만 서식했지만 아종인 antennalis 종은 뉴질랜드에 도입되어 생태계 교란종으로 지정받았다. 북섬과 남섬 양쪽에 모두 서식하며, 최근에는 노퍽섬과 뉴사우스웨일스 주로 넘어가 토착종과 먹이 경쟁을 벌이고 있다. 원인은 관동 지방과 규슈에서 각각 쌍살벌들이 독립적으로 뉴질랜드에 건너간 것으로, 1979년부터 오클랜드 부근의 코히마라마(Kohimarama)와 왕가파라오아(Whangaparaoa) 반도에서 첫 번째로 목격되었고, 1984년까지 오클랜드 주위까지만 분포하다가 점차 도시와 근교 지역을 타고 전체에 퍼져나갔다.